# Theophilea subcylindricollis
Theophilea subcylindricollis је врста инсекта тврдокрилца (Coleoptera) из породице стрижибуба (Cerambycidae). Ову врсту описао је Хладил 1988. године.

## Распрострањеност
Врста је распрострањена на подручју југоисточне Европе, Словачке и Мађарске. У Србији се бележи спорадично, углавном на подручју Војводине.

## Опис
Глава, пронотум, антене и ноге су црни. Елитрони су металноплави, плавозелени или зелени са ретким сивим или сивобелим длачицама. Антене су дуже од тела. Дужина тела је од 7 до 10 mm.

## Биологија
Животни циклус траје годину дана. Ларве се развијају у стабљикама, а адулти се налазе на биљци домаћину (различите врсте трава). Одрасле јединке се срећу од маја до јула.

## Статус заштите
Врста је строго заштићена у Србији, налази се на Правилнику о проглашењу и заштити строго заштићених и заштићених дивљих врста биљака, животиња и гљива.